# Prógalo
Prógalo (llamada oficialmente Santiago de Prógalo) es una parroquia española del municipio de Lugo, en la provincia de Lugo, Galicia.

## Organización territorial
La parroquia está formada por seis entidades de población, constando cinco de ellas en el nomenclátor del Instituto Nacional de Estadística español:

### Entidades de población
Entidades de población que forman parte de la parroquia:
- Airexe (A Airexe)
- Cabreira
- Golmar
- O Lameiro
- Tras do Castro

### Despoblado
Despoblado que forma parte de la parroquia:
- Vila (A Vila)

## Demografía
| Gráfica de evolución demográfica de Prógalo entre 2000 y 2020 |
|                                                               |
| Datos según el nomenclátor publicado por el INE.              |